# Gialiá
Gialiá är en ort i Cypern.   Den ligger i distriktet Eparchía Páfou, i den västra delen av landet, 80 km väster om huvudstaden Nicosia. Gialiá ligger 106 meter över havet och antalet invånare är 148. Den ligger på ön Cypern.
Terrängen runt Gialiá är kuperad åt sydost, men åt nordväst är den platt. Havet är nära Gialiá åt nordväst. Trakten runt Gialiá är mycket glesbefolkad, med 4 invånare per kvadratkilometer. Närmaste större samhälle är Argáka, 4,4 km sydväst om Gialiá. I omgivningarna runt Gialiá växer i huvudsak buskskog.